# Сосново (Приозерский район)
Сосно́во (до 1948 года Рауту, фин. Rautu) — посёлок в Приозерском районе Ленинградской области. Административный центр Сосновского сельского поселения.

## Название
Существует несколько версий возникновения топонима Рауту. 
- Согласно первой, это редко используемое в современном финском языке слово означающее хариус.
- Согласно второй версии Рауту, это трансформированное финское слово «раута», в переводе означающее железо.
- Согласно третьей, это слово более позднего происхождения, взятое из русского языка.

Зимой 1948 года посёлку Рауту было присвоенно наименование Лесогорское. В качестве обоснования были приняты во внимание некие «природные признаки». Сразу после этого Лесогорское было решено переименовать в Никитино путём переноса названия с уже переименованного села Муолаа. Обоснование было оставлено прежнее: «в память погибшего Героя Советского Союза Никитина». В августе того же года название в третий раз изменили, теперь на Сосново, обосновав выбор «географическими условиями». 1 октября 1948 года наименование Сосново было закреплено указом Президиума ВС РСФСР.

## История
Древнее новгородское поселение, центр Ровдужского погоста Карельского уезда Водской пятины. Первое упоминание о нём относится к 1480 году. После заключения Столбовского мира (1617 г.) перешло во владение Швеции. После Ништадтского мира (1721 г.), вместе с Выборгом и большей частью Карелии перешло в "вечное владение" Российской империи.

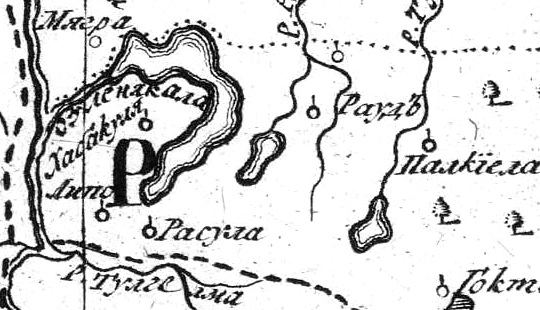
Деревня Рауд на русской карте 1745 года
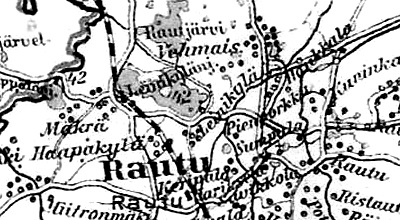
Село Рауту на финской карте 1923 года

С 1918 года по 1939 год село Рауту было административным центром волости Рауту Выборгской губернии Финляндской республики.
С 16 мая 1940 года административный центр Раутовского района Ленинградской области и Раутовского поселкового совета.
С 1 августа 1941 года по 31 мая 1944 года финская оккупация.
С 1 января 1945 года административный центр Раутовского района и Раутовского сельского совета.
С 1 октября 1948 года учитывается как посёлок  Сосново — административный центр Сосновского района Ленинградской области и Сосновского сельского совета.
С 1 января 1960 года — в Сосновском сельсовете Сосновского района, с 1 декабря 1960 года — в Сосновском сельсовете Приозерского района.
С 1 февраля 1963 года — в Выборгском районе.
С 1 января 1965 года — вновь в Приозерском районе. В 1965 году посёлок насчитывал 2260 жителей.
По данным 1966 и 1973 годов посёлок Сосново являлся административным центром Сосновского сельсовета.
По данным 1990 года посёлок Сосново являлся административным центром Сосновского сельсовета, в который входили девять населённых пунктов: деревни Иваново, Кривко, Новожилово, Орехово, Снегирёвка; посёлки Колосково, Платформа 69-й км, Сосново; посёлок при станции Орехово, общей численностью населения 8670 человек. В самом посёлке проживали 5726 человек.
В 1997 году в посёлке Сосново Сосновской волости проживали 6142 человека, в 2002 году — 5953 человека (русские — 89 %).
В 2007 году в посёлке Сосново Сосновского СП проживали 6080 человек, в 2010 году — 7209 человек.

## География
Посёлок расположен в южной части района в месте пересечения автодорогой 41А-025 (Ушково — урочище Гравийное) автодорог 41К-261 (Орехово — Петяярви) и А121 «Сортавала» (Санкт-Петербург — Сортавала — автомобильная дорога Р-21 «Кола»).
Расстояние до районного центра — 77 км.
Расстояние до ближайшей железнодорожной станции Сосново — 3 км.
Посёлок находится на южном и восточном берегах Раздолинского озера. Через посёлок протекают река Сосновка и её притоки — ручьи Козлец и Быковец. Также близ посёлка есть несколько небольших озёр: Малое Сосновское, Большое Сосновское и Ольховец.

### Климат
| Показатель              | Янв. | Фев. | Март | Апр. | Май | Июнь | Июль | Авг. | Сен. | Окт. | Нояб. | Дек. | Год |
| ----------------------- | ---- | ---- | ---- | ---- | --- | ---- | ---- | ---- | ---- | ---- | ----- | ---- | --- |
| Средняя температура, °C | −6,2 | −6,4 | −2,4 | 3,7  | 9,9 | 14,6 | 17,5 | 15,7 | 10,7 | 4,8  | −0,3  | −3,7 | 4,9 |
| Норма осадков, мм       | 50   | 39   | 40   | 39   | 51  | 64   | 71   | 75   | 66   | 68   | 67    | 58   | 689 |
| Источник:               |      |      |      |      |     |      |      |      |      |      |       |      |     |

## Население
| 1959 | 1965  | 1979  | 1997  | 2002  | 2007  | 2010  | 2017  | 2021  |
| ---- | ----- | ----- | ----- | ----- | ----- | ----- | ----- | ----- |
| 1875 | ↗2260 | ↗5839 | ↗6142 | ↘5953 | ↗6080 | ↗7209 | ↗7500 | ↘5391 |

## Инфраструктура
В посёлке имеются: средняя общеобразовательная школа, дом творчества, детская школа искусств, больница, библиотека, стадион, православный храм.

## Фото

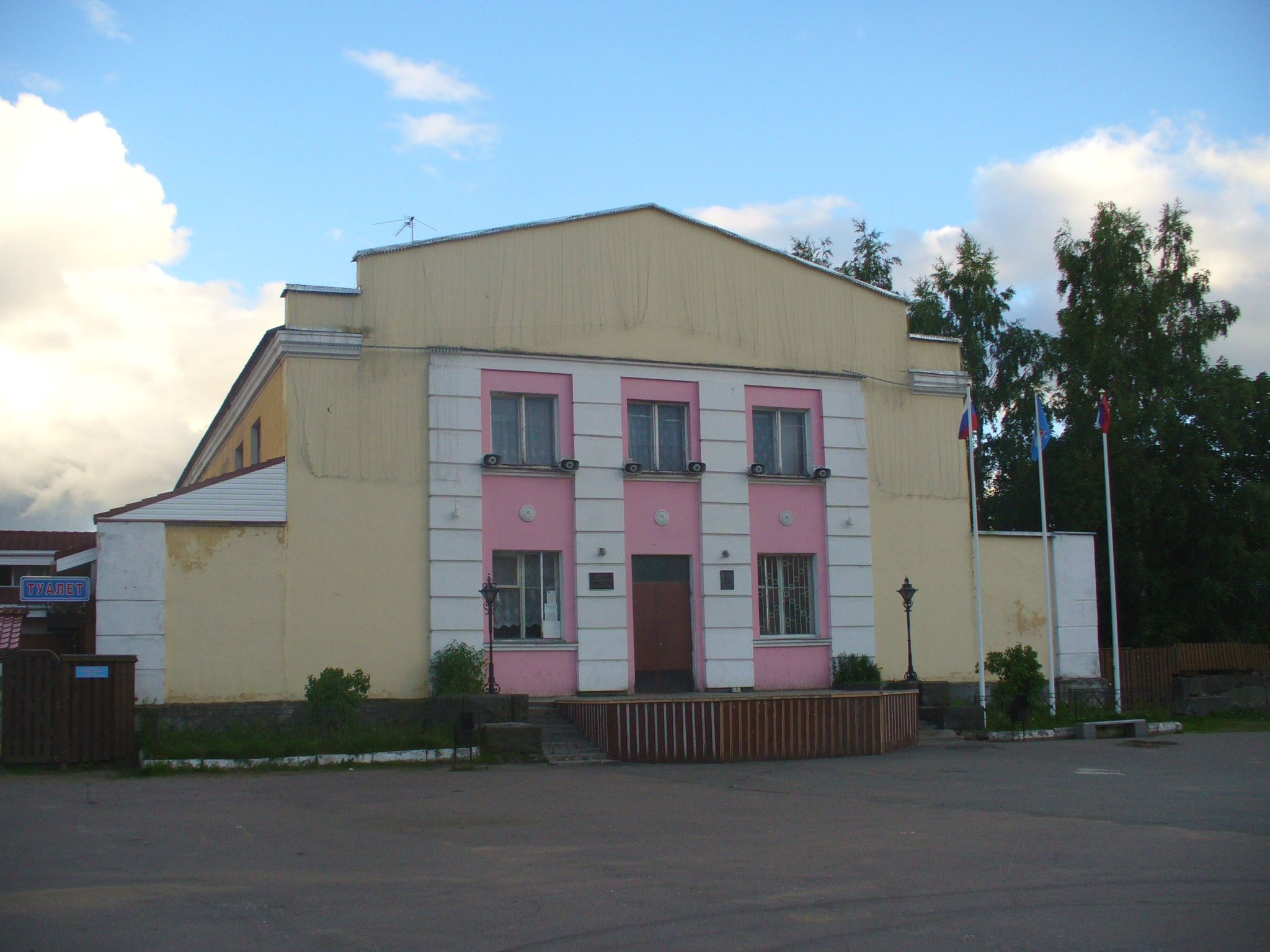
Сосновский дом творчества
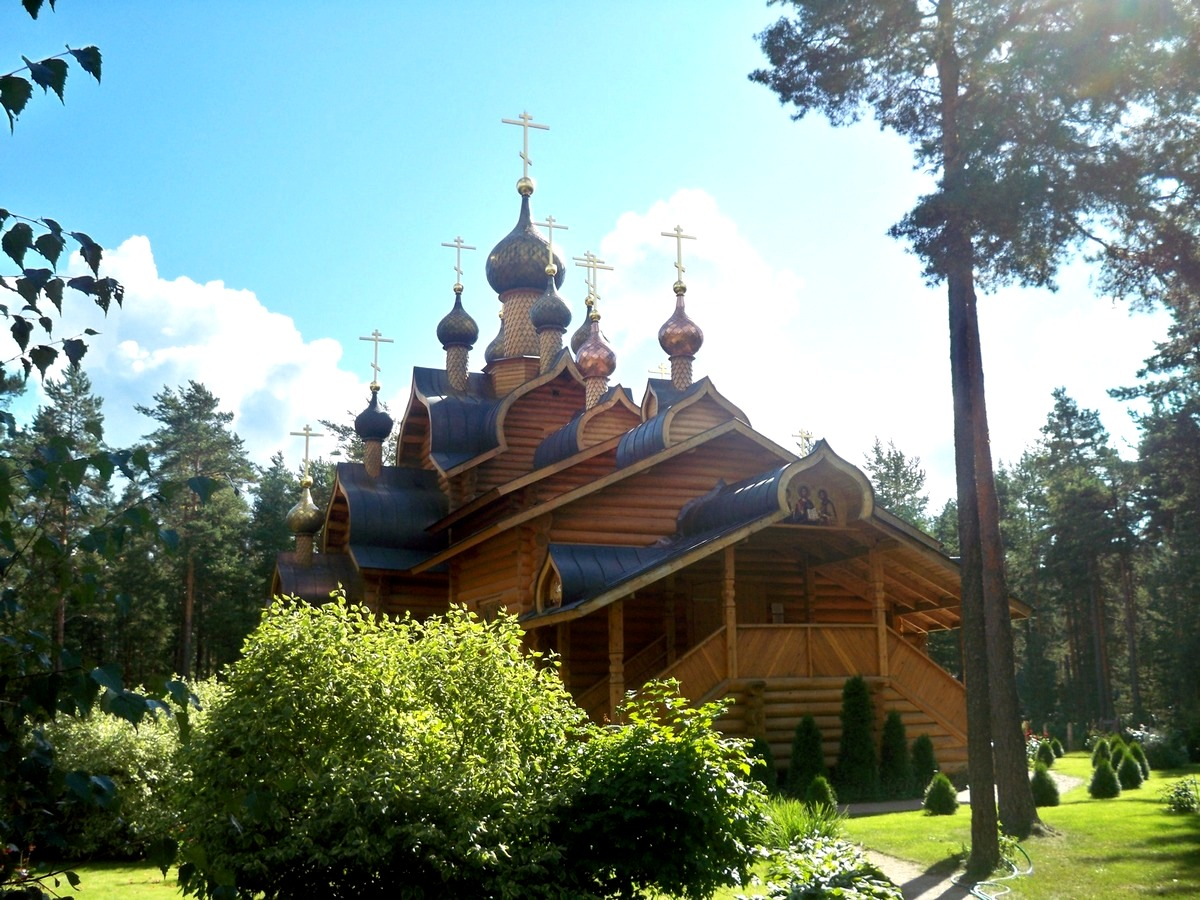
Православный храм в Сосново
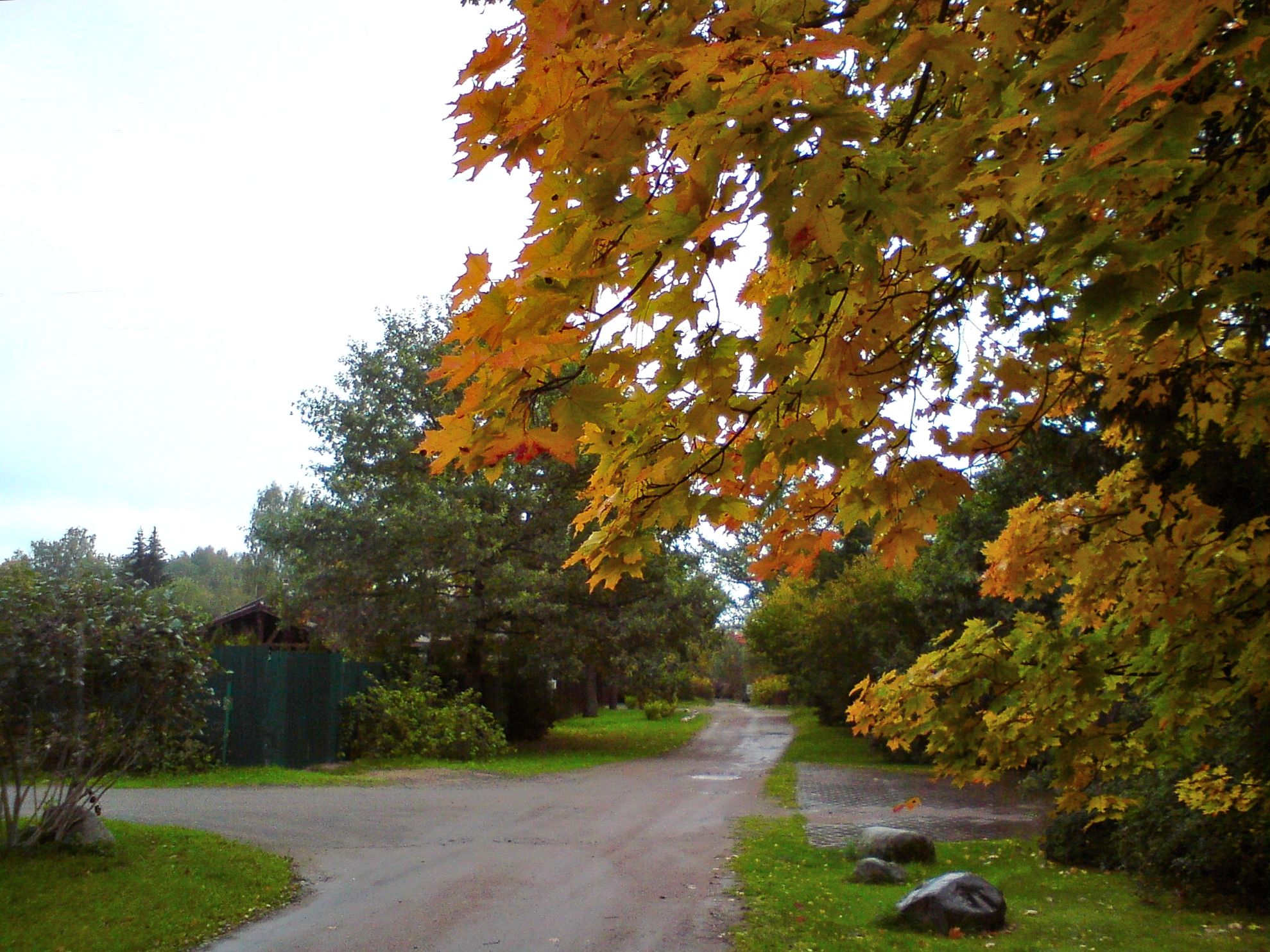
Пушкинская улица осенью
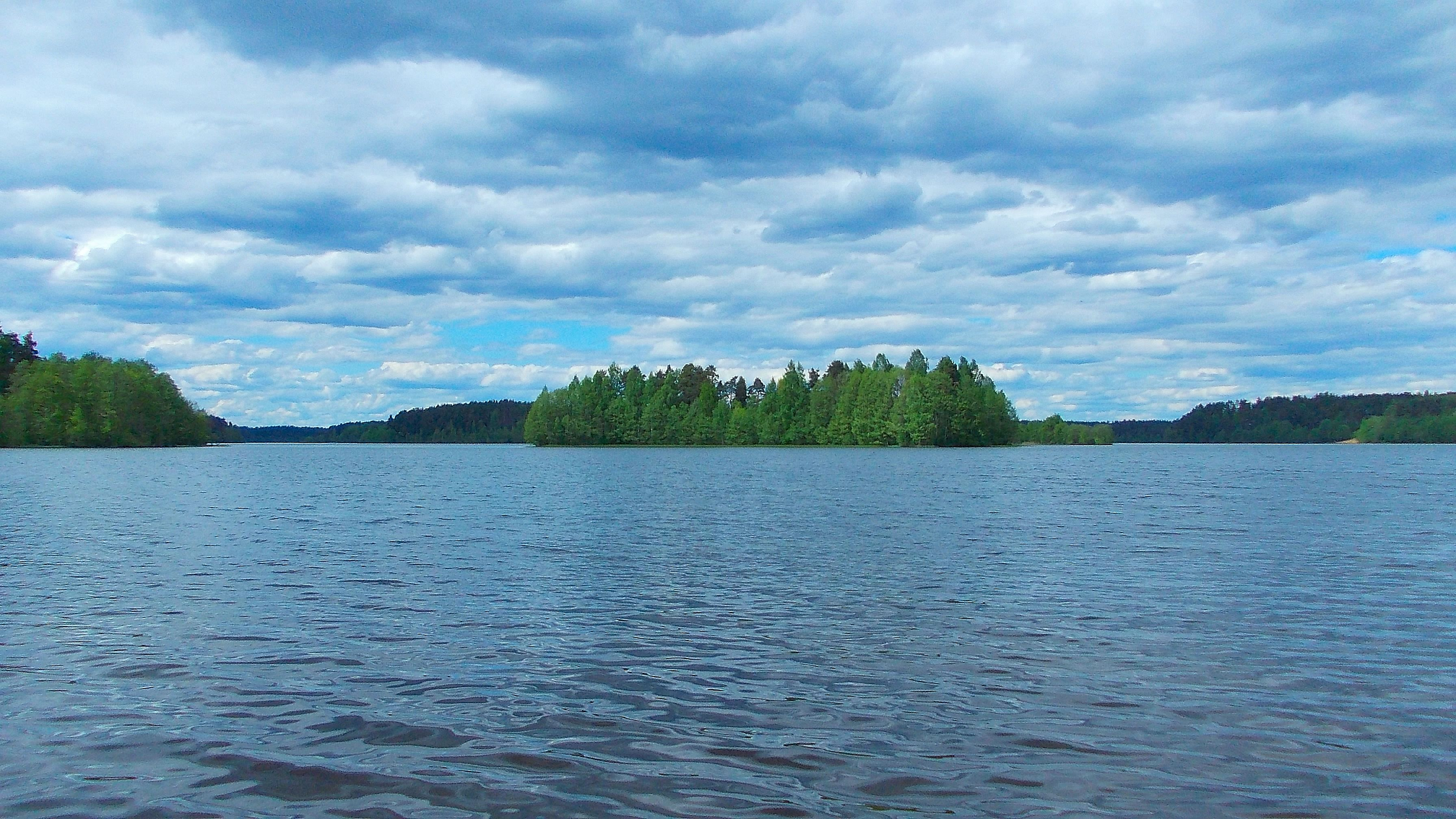
Раздолинское озеро
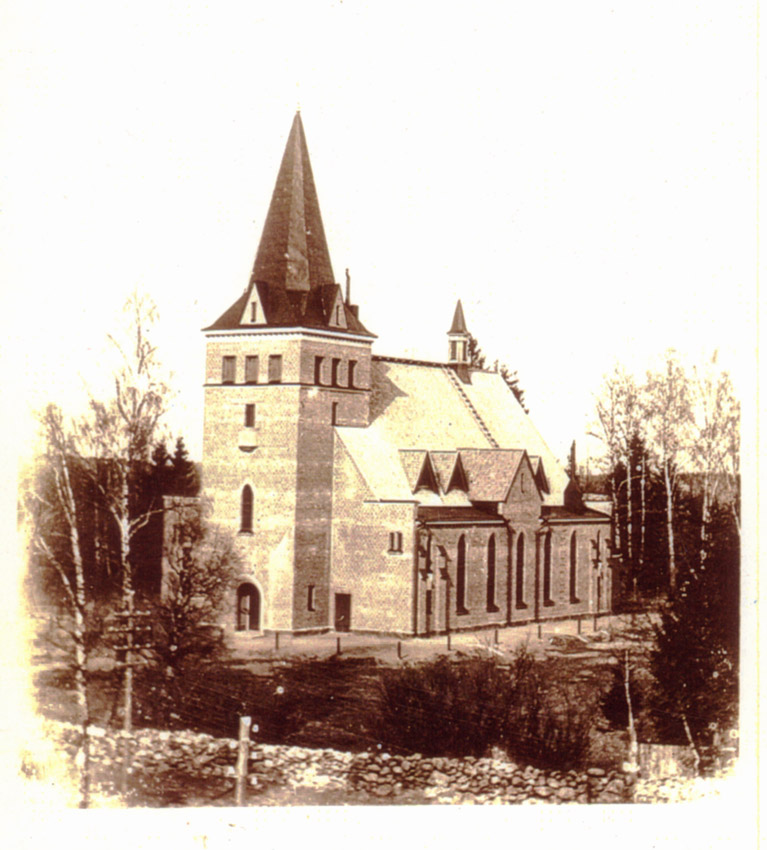
Лютеранская кирха. Арх. Бертил Мохель. Постр. 1926 г. Разр. 1939 г.
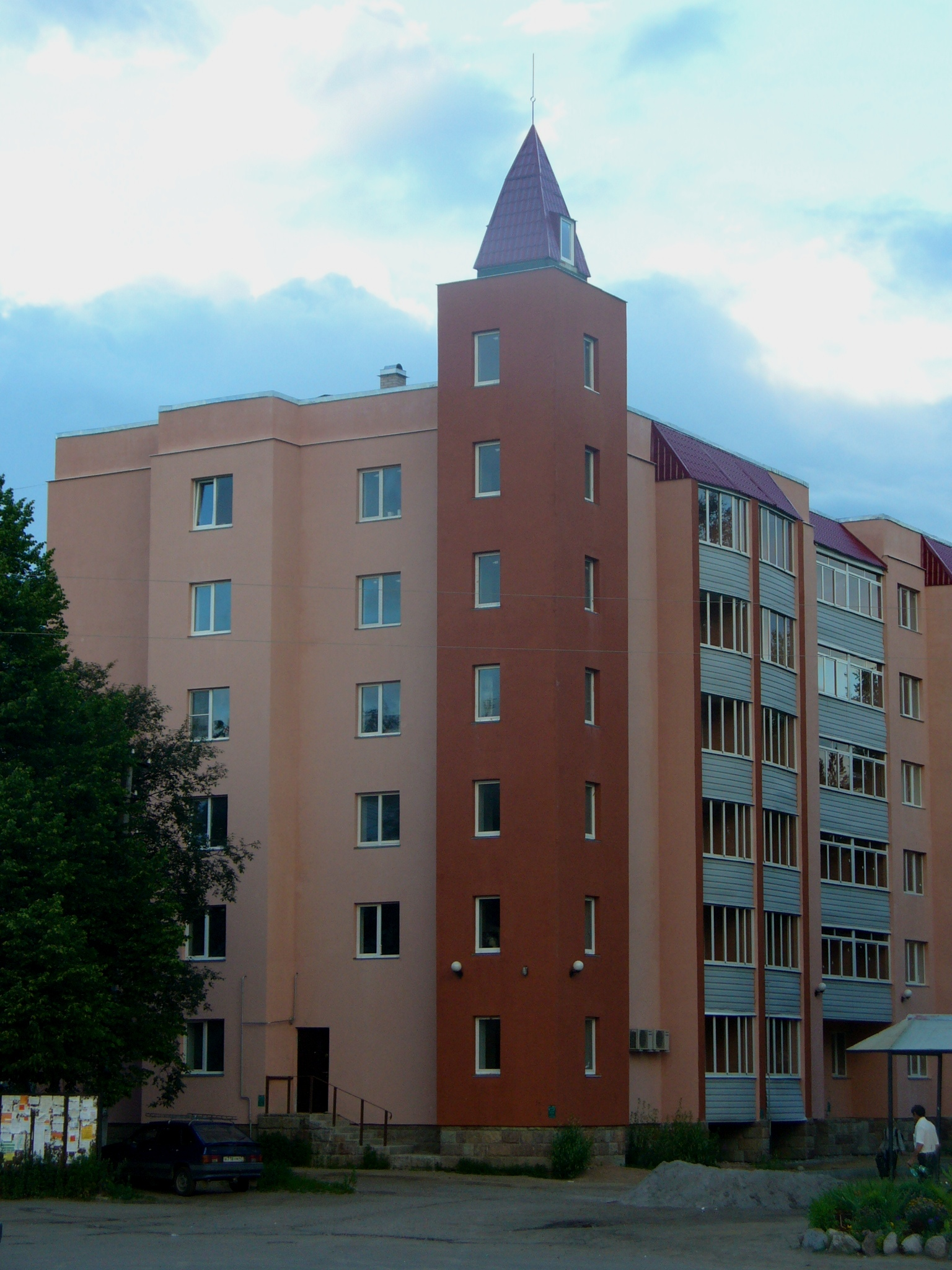
Жилой дом в посёлке

## Улицы
Академическая, Альпийский переулок, Апрельская, Архитектурная, Береговая, Березовый переулок, Боровая, Брусничная, Васильковая, Веерная, Вересковая, Веселая, Весенний переулок, Весенняя, Вокзальная площадь, Вокзальная, Вольная, Высокая, Газетный переулок, Газовый переулок, Главная, Глухая, Горный переулок, Гравийный переулок, Гражданская, Грибная, Дачный переулок, Деповская, Деповский переулок, Длинная, Дорожная, Еловый переулок, Железнодорожная, Железнодорожный переулок, Заветная, Заводская, Заозерная, Заповедная, Запорожский переулок, Заречная, Звездная, Зеленая, Зеленая Горка, Земляничная, Зерновой Хутор, Камышовая, Карельская, Кленовый переулок, Ключевой переулок, Кольцевая, Комсомольская, Космонавтов переулок, Красивая, Крутой переулок, Крылова, Ладожская, Ленинградская, Ленинградский переулок, Лермонтова, Лесная, Лесной переулок, Лесопарковая, Лиственный переулок, Луговая, Льва Толстого, Малая, Маяковского, Медовая, Меридианная, Механизаторов, Мичуринская, Молодежная, Московская, Набережная, Нагорный переулок, Народный переулок, Нахимова, Некрасова, Никитина, Новая, Новостройка, Овражная, Озерная, Озерный переулок, Октябрьская, Ольховый переулок, Осенняя, Осиновая, Первомайская, Песочная, Песчаный переулок, Печатников, Пионерская, Подъемная, Полевая, Попутная, Почтовая, Пролетарская, Промышленная, Проселочная, Профессора Попова, Прохладная, Пушкинская, Рабочий переулок, Раздольская набережная, Рассветный переулок, Резной переулок, Речная, Рощинская, Рябиновая, Садовая, Саперный переулок, Свободный переулок, Связи, Северная, Сенной переулок, Сиреневая, Снежная, Советская, Совхозный переулок, Солдатский переулок, Солнечный переулок, Соловьиная, Сосновая, Сосновый переулок, Спортивный переулок, Станционный переулок, Столярная, Строителей, Съездовская, Тенистая, Типографский переулок, Тихий переулок, Тополиная, Травяная, Тростниковая, Тургенева, Хвойная, Хлебная, Холмистая, Цветочный переулок, Церковный переулок, Черемуховая, Черничная, Чехова, Шоссейная, Шушенская, Энергетиков переулок, Юбилейная, Ягодная, Янтарная.